# ザ・グレイト・アメリカン・ソングブックVol.4
『ザ・グレイト・アメリカン・ソングブックVol.4』（原題：Thanks for the Memory: The Great American Songbook Volume IV）は、ロッド・スチュワートが2005年に発表したアルバム。

## 背景
『ザ・グレイト・アメリカン・ソングブック』（2002年）以降、毎年10月にリリースされてきたスタンダード・ナンバー集の第4弾に当たる。
「ユー・センド・ミー」はサム・クックのカバーで、スチュワートは1974年のアルバム『スマイラー』でもこの曲を取り上げているが、本作ではチャカ・カーンとのデュエットによる録音となった。シリーズでは初めてアーヴィング・バーリンの曲が取り上げられた。

## 反響・評価
全英アルバムチャートでは12週トップ100入りし、最高3位を記録して、ソロ名義では自身17作目の全英トップ3アルバムとなった。
アメリカではBillboard 200で2位に達し、2005年12月にはRIAAによってプラチナ・ディスクに認定された。Billboard 200の年間アルバム・チャートでは2005年に167位、2006年に116位となった。第48回グラミー賞では、最優秀トラディショナル・ポップ・ボーカル・アルバム賞にノミネートされたが、前作『ザ・グレイト・アメリカン・ソングブックVol.3』（2004年）に続く受賞は果たせなかった。
Stephen Thomas Erlewineはオールミュージックにおいて5点満点中2点を付け「アレンジは決して冒険的にならず、サウンドはどこを取っても、レコードで聴くよりカクテル・バーのBGMが似つかわしい」「彼の1970年代の作品に愛着を持つファンだけでなく、1980年代のムラっ気があった彼に夢中だった向きにとっても、『ザ・ニュー・ボーイズ』のような近年の作品に聴き所を見出せる向きにとっても、この『ザ・グレイト・アメリカン・ソングブック』のシリーズは、退屈どころか憂鬱ですらある」と評している。

## 収録曲
1. アイヴ・ガット・ア・クラッシュ・オン・ユー - I've Got a Crush on You (George Gershwin, Ira Gershwin) - 3:08
  - デュエット・ウィズ・ダイアナ・ロス
2. アイ・ウィッシュ・ユー・ラヴ - I Wish You Love (Charles Trenet, Albert Beac) - 3:38
  - フィーチャリング・クリス・ボッティ（トランペット）
3. ユー・センド・ミー - You Send Me (Sam Cooke) - 3:36
  - デュエット・ウィズ・チャカ・カーン
4. ロング・アゴー - Long Ago and Far Away (Jerome Kern, I. Gershwin) - 3:11
5. メイキン・ウーピー - Makin' Whoopee (Walter Donaldson, Gus Kahn) - 3:44
  - デュエット・ウィズ・エルトン・ジョン
6. マイ・ワン・アンド・オンリー・ラヴ - My One and Only Love (Guy Wood, Robert Mellin) - 3:25
  - フィーチャリング・ロイ・ハーグローヴ（トランペット）
7. 恋のチャンス - Taking a Chance on Love (Vernon Duke, John Latouche, Ted Fetter) - 3:27
8. マイ・ファニー・ヴァレンタイン - My Funny Valentine (Richard Rodgers, Lorenz Hart) - 2:49
9. 恋に寒さを忘れ - I've Got My Love to Keep Me Warm (Irving Berlin) - 3:09
10. ネヴァーザレス - Nevertheless (I'm in Love with You) (Harry Ruby, Bert Kalmar) - 3:50
  - フィーチャリング・デイヴ・コーズ（サクソフォーン）
11. ブルー・スカイ - Blue Skies (I. Berlin) - 2:43
12. レッツ・フォール・イン・ラヴ - Let's Fall in Love (Harold Arlen, Ted Koehler) - 3:15
  - フィーチャリング・ジョージ・ベンソン（ギター）
13. サンクス・フォー・ザ・メモリー - Thanks for the Memory (Leo Robin, Ralph Rainger) - 3:11

### ボーナス・トラック
日本初回盤CD (BVCM-31177)、2009年再発CD (BVCM-34481)は14.のみ収録。ヨーロッパで発売されたスペシャル・エディション盤(82876-75190-2)には14.と15.の両方が収録された。
1. チーク・トゥ・チーク - Cheek to Cheek (I. Berlin) - 3:27
2. I've Grown Accustomed to Her Face (Frederick Loewe, Alan Jay Lerner) - 3:14

## レコーディング・メンバー
フィーチャリング・ゲストに関しては上記「収録曲」参照。
- ロッド・スチュワート - ボーカル
- ケニー・アスチャー - ピアノ
- ボブ・マン - ギター
- デヴィッド・フィンク - ベース(on #1, #2, #3, #4, #7, #8, #10, #11, #12, #13)
- エド・ハワード - ベース(on #5, #6, #9)
- アラン・シュワルツバーグ - ドラムス
- ウォーレン・ルーニング - トランペット・ソロ(on #9)
- ダン・ヒギンズ - クラリネット・ソロ(on #11)
- アラン・ブロードベント（英語版） - オーケストラ・アレンジ、指揮